# 俄亥俄体育场
俄亥俄体育场（Ohio Stadium）是一座位于美国俄亥俄州的首府哥伦布市的大型橄榄球场，隶属于俄亥俄州立大学，为其校队七叶树队的主场。俄亥俄体育场建成于1922年，是美国第一座大型的马蹄形球场。1974年3月22日被美国国家公园管理局列入國家史蹟名錄。目前为俄亥俄州最大的体育场，也是全美第三大的校园体育场。

## 概要

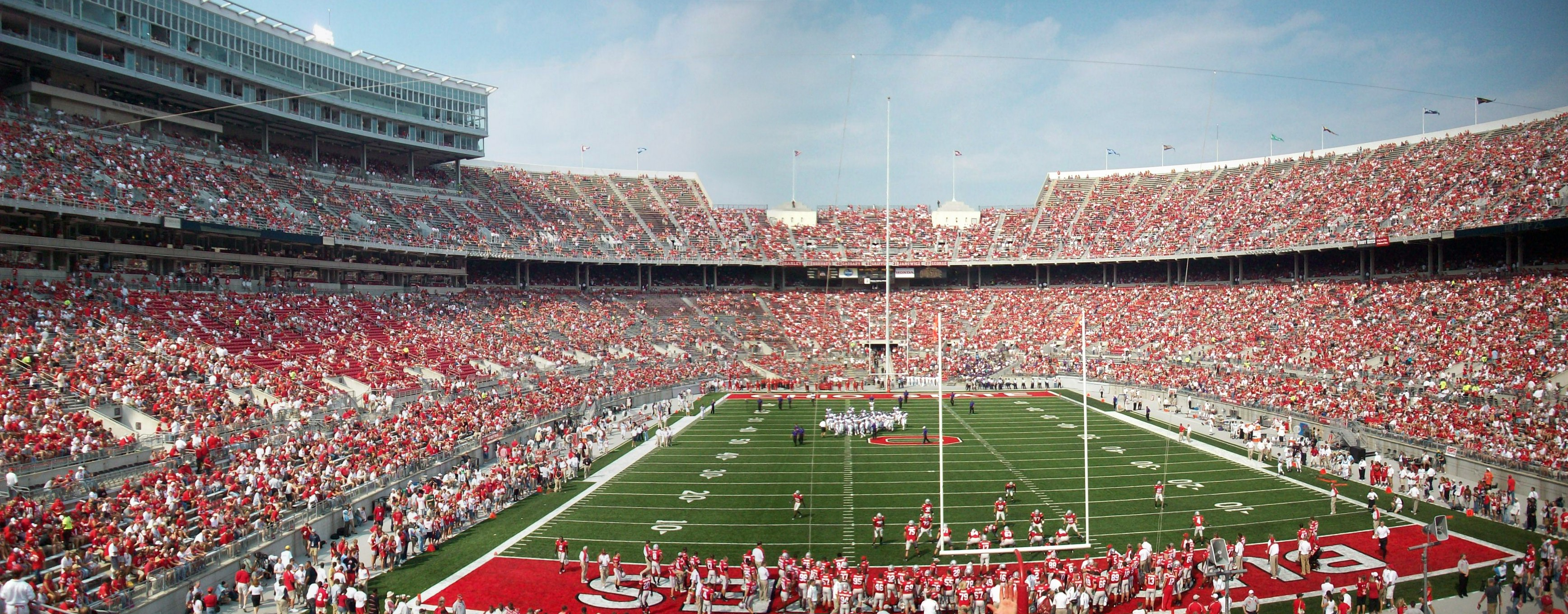
俄亥俄体育场全景

1918年，建筑师Howard Dwight Smith开始设计体育场，之后由哥伦布的EH Latham 公司进行建造。建设成本为134万美元，总成本为149万美元，座位数为66,210座。建成后，成为当时世界上最大的混凝土浇筑建筑。体育场采用双层看台设计，北端设计为一个类似万神庙穹顶的圆形大厅。
1922年10月7日，俄亥俄体育场举行了建成后的首场比赛，由俄亥俄州立大学对阵俄亥俄卫斯理大学。1923年，围绕着橄榄球场草坪四周建造了一条煤渣跑道，并在之后以杰西·欧文斯命名。在2001年杰西·欧文斯纪念体育场建成前，俄亥俄体育场也一直是俄亥俄州立大学田径队的主场。
随着时间的推移，体育场的座位上逐步增加到了90,000多个。1984年，体育场安装了价值 210 万美元的新记分牌。1998年到2001年期间，体育场进行了大规模翻修，更换了记者席，安装了额外的座位，增加了81个豪华套间和2,500个俱乐部座位。南端的记分牌也被一个27.4 m × 9.1 m的视频屏幕所取代。同时，南端区域的临时看台被永久座位取代，新的南看台依然与东、西看台保持不连接的状态。
2014年，再次对体育场进行了翻新。将视频屏幕换成了38 x 13 m的松下高清屏幕，还在南看台增加了2,500个座位，体育场的官方座位数提高到104,851个，成为全美第三个、全球第四大的体育场。

## 橄榄球赛

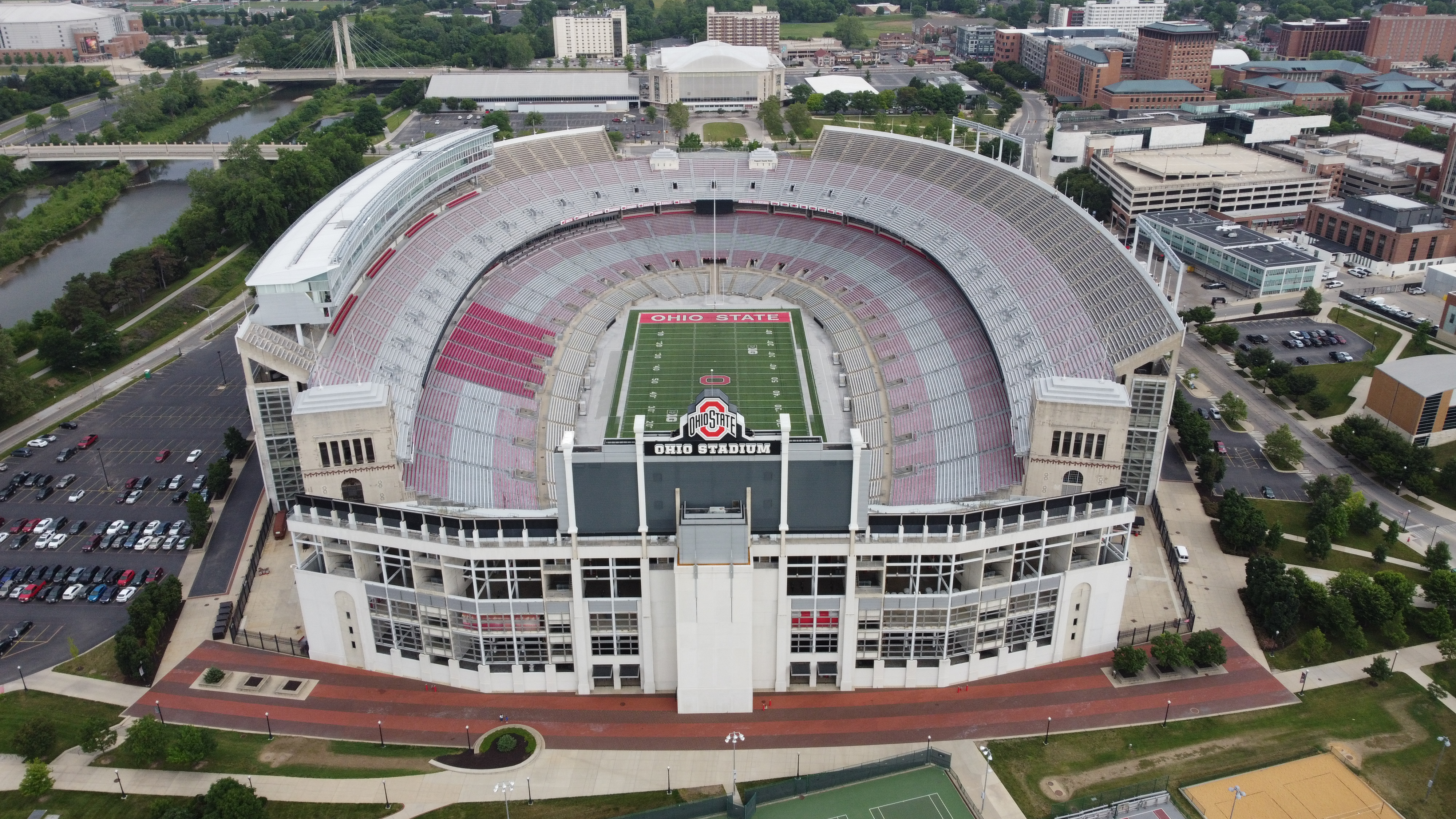
俄亥俄体育场，从南看台方向看

### 上座人数记录
| 排名 | 日期                | 上座人数 | 比赛                                      |
| ---- | ------------------- | -------- | ----------------------------------------- |
| 1    | 2016 年 11 月 26 日 | 110,045  | #2 俄亥俄州立 30 – #3 密歇根 27 (2个加时) |
| 2    | 2017 年 10 月 28 日 | 109,302  | #6 俄亥俄州立 39 - #2 宾州州立 38         |
| 3    | 2017 年 9 月 9 日   | 109,088  | #5 奧克拉荷馬 31 – #2 俄亥俄州立16        |
| 4    | 2015 年 11 月 21 日 | 108,975  | #9 密歇根州立 17 – #3 俄亥俄州立 14       |
| 5    | 2016 年 11 月 5 日  | 108,750  | #6 俄亥俄州立 62 – #10 内布拉斯加 3       |
| 6    | 2014 年 11 月 29 日 | 108,610  | #6 俄亥俄州立 42 – 密歇根 28              |
| 7    | 2015 年 10 月 17 日 | 108,423  | #1 俄亥俄州立 38 – 宾州州立 10            |
| 8    | 2017 年 9 月 16 日  | 108,414  | #8 俄亥俄州立 38 – 西点军校 7             |
| 9    | 2014 年 9 月 27 日  | 108,362  | #22 俄亥俄州立 50 – 辛辛纳提 28           |
| 10   | 2015 年 11 月 7 日  | 108,075  | #3 俄亥俄州立 28 – 明尼苏达 14            |

### 比赛氛围

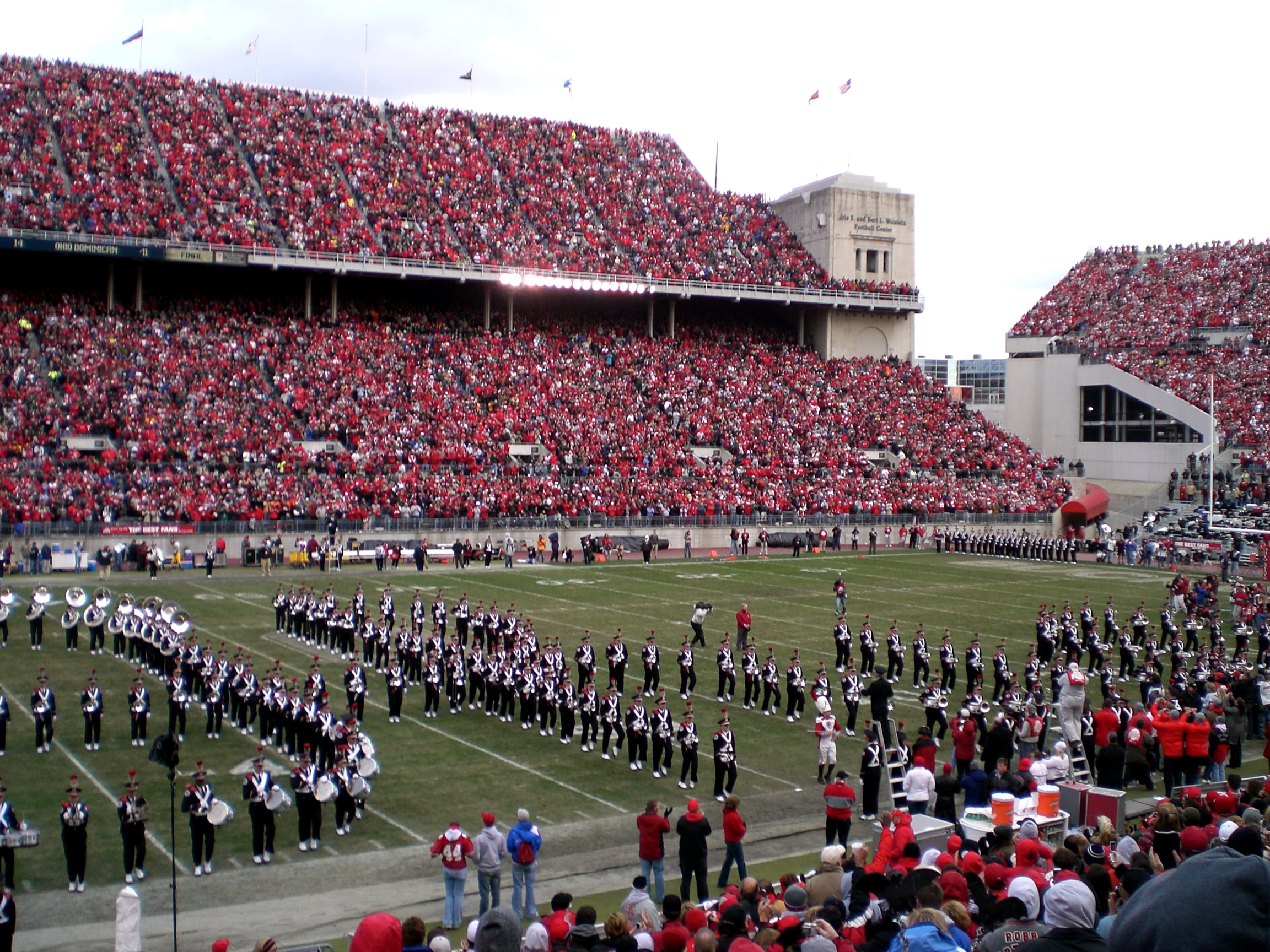
俄亥俄州立大学乐队拼出“ohio”的字母

俄亥俄州立大学橄榄球比赛的上座率多年来一直名列全美前五。2014赛季，平均每场比赛入座106,296人。
俄亥俄州立比赛时，球迷会一起呼喊“O-H-I-O”的口号。通常从南看台开始喊“O”，接着东看台喊“H”，北看台喊“I”，西看台喊“O”。在中场修习时，俄亥俄州立大学乐队还在在球场上拼出“ohio”的字母。其热烈的主场氛围也常给对手造成压力。1985年，爱荷华大学教练曾抱怨俄亥俄体育场观众声音过大，以至于其四分卫难以进行战术布置。

## 其他活动
- 哥倫布機員足球會，1996年至1998年期间使用俄亥俄体育场作为主场。由于当地足球市场比大学橄榄球小，足球比赛时体育场的上层看台和南看台关闭，提供的座位数为25,243个。[12]1996年9月15日的比赛中，上座人数达到创纪录的31,550人。[13]1999年后，哥倫布機員足球會搬至转专用足球场哥伦布机员体育场。[14]
- 音乐会
- 国际足球，2016年國際冠軍盃，皇家马德里对阵巴黎圣日耳曼，吸引了86,641名球迷，这是俄亥俄州有史以来观众最多的足球比赛。[15]